# Томас, Пол
Пол Томас (англ. Paul Thomas) — британский фигурист, выступавший в спортивных танцах на льду.
В ходе соревновательной карьеры в фигурном катании Томас выступал в паре с Нестой Дэвис и Памелой Уэйт. Дуэт Томаса и Дэвис занял четвёртое место на чемпионате мира по танцам на льду 1953 года. В следующем сезоне они улучшили результаты, завоевав серебро мирового и европейского чемпионата. После чего танцоры завершили совместную карьеру.
Его следующей партнёршей была Памела Уэйт. С ней Томас в первый год катания стал серебряным призёром главных стартов сезона — чемпионата Европы и мира. В 1956 году они добились основных успехов в карьере, победив на чемпионате мира и Европы, где оба раза опередили своих главных конкурентов, которыми являлись Джун Маркем и Кортни Джонс, а также Барбара Томпсон и Джеральд Ригби. К международным титулам 1956 года Томас и его партнёрша добавили чемпионство в Великобритании.
Уйдя из соревновательного спорта, Томас более сорока лет занимался тренерской деятельность по фигурному катанию. Одним из его мест работы был спортивный клуб «Wild Rose», расположенный в Калгари, Канада.

## Результаты
| Выступления с Нестой Дэвис |      |      |
| Соревнования               | 1953 | 1954 |
| Чемпионат мира             | 4    | 2    |
| Чемпионат Европы           |      | 2    |

| Выступления с Памелой Уэйт |      |      |
| Соревнования               | 1955 | 1956 |
| Чемпионат мира             | 2    | 1    |
| Чемпионат Европы           | 2    | 1    |
| Чемпионат Великобритании   |      | 1    |